# Lentiginose generalizada
A lentiginose generalizada é uma condição cutânea que ocasionalmente se apresenta sem outras anormalidades associadas.:686 Ela pode ser causada por complexo de carney, síndrome de Noonan com múltiplos lentigos ou síndrome de Peutz-Jeghers.